# The Trust
The Trust er en amerikansk stumfilm fra 1915 af Lon Chaney.

## Medvirkende
- Lon Chaney som Jim Mason
- T.D. Crittenden som Howard Allison
- Vera Sisson som Florence Allison
- William Quinn som Bill